# Signalement
Als Signalement (zu französisch signaler ‚kurz beschreiben‘) – auch Nationale oder Kennzeichen – bezeichnet man in der Tiermedizin (und auch in der Landwirtschaft, besonders aber in der Pferdezucht) alle Angaben zur Identität eines Haustieres. Zum Signalement gehören Tierart, Rasse, Geschlecht, Alter, Fellfarbe und gegebenenfalls Fellzeichnung und Abzeichen sowie Markierungen (Ohrmarke, Transponder-Nummer, Tätowierung, Brandzeichen, Vogelring), Größe und Gewicht.
Das Signalement ist Grundbestandteil jeder Eingangsuntersuchung. Es gestattet nicht nur die eindeutige Zuordnung von Befunden zu einem individuellen Tier, sondern gibt bereits Hinweise auf eine mögliche Rasse- oder Altersprädisposition für bestimmte Erkrankungen. Teile des Signalements sind nach Artikel 28 der Verordnung (EU) Nr. 576/2013 Pflichtangaben im EU-Heimtierausweis. Im Protokoll einer Ankaufsuntersuchung beim Pferd muss das Signalement enthalten sein, wenn das Tier nicht mit den Angaben im Equidenpass abgeglichen und dies entsprechend vermerkt wird.